# Петдесети пехотен нишавски полк
Петдесети пехотен нишавски полк е български пехотен полк, формиран през 1912 година и взел участие в Балканската, Междусъюзническата, Първата и Втората световна война.

## Формиране
Историята на полка започва през септември 1912 година, когато в Самоков от състава на 14-и пехотен македонски и 22-ри пехотен тракийски полк се формира Петдесети пехотен полк, който е в четиридружинен състав. 

## Балкански войни (1912 – 1913)
Полкът е формиран във връзка с избухването на Балканската война (1912 – 1913), като влиза в състава на 3-та бригада от 7-а пехотна рилска дивизия. Участва и в Междусъюзническата война (1913), след края на която през август 1913 е разформирован.

### Командване и състав
По време на Балканските войни полкът има следното командване и състав:
- Командир на полка – полковник Андрей Симеонов
  - Командир на 1-ва дружина – подполковник Евстатий Моллов
  - Командир на 2-ра дружина – капитан Михаил Щилянов, майор Стоян Корфонозов
  - Командир на 3-та дружина – подполковник Спиридон Ефтимов
  - Командир на 4-та дружина – майор Никола Иванов
  - Командир на картечна рота – подпоручик Митков
  - Старши полков лекар – санитарен майор д-р Симеон Ханчев

## Първа световна война (1915 – 1918)
Полкът е формиран отново във връзка с мобилизацията за Първата световна война (1915 – 1918) през септември 1915 г. във Велико Търново и влиза в състава на 3-та бригада от 5-а пехотна дунавска дивизия.
При включването на България във войната полкът разполага със следния числен състав, добитък, обоз и въоръжение:
| Числен състав                                                                   | Добитък   | Обоз                                          | Въоръжение                           |
| ------------------------------------------------------------------------------- | --------- | --------------------------------------------- | ------------------------------------ |
| Дружини: 3 Картечни роти: 1 Офицери: 50 Чиновници: 5 Подофицери и войници: 3763 | Коне: 713 | Обикновени коли: 46 Товарни: 224 Специални: 4 | Пушки и карабини: 3210 Картечници: 4 |

След края на войната, през октомври 1918 година е демобилизиран и разформирован.

## Втора световна война (1941 – 1945)
За участие във Втората световна война (1941 – 1945) полкът е формиран на основание служебно писмо № 8875 от 20 юни 1941 година под името Пиротска дружина в Драгоман и се установява на гарнизон в Пирот. През януари 1942 година дружината е преименувана на 1/50 нишавска пехотна дружина, а от март 1943 става 3/25 пехотна нишавска дружина, която през април 1944 година формира Петдесети пехотен нишавски полк. Към полка се числят 1-ви и 3-ти граничен участък. Взема участие в първата фаза на заключителния етап на войната в състава 1-ва пехотна софийска дивизия.

## Наименования
През годините полкът носи различни имена според претърпените реорганизации:
- Петдесети пехотен полк (септември 1912 – октомври 1918)
- Пиротска дружина (20 юни 1941 – януари 1942)
- 1/50 нишавска пехотна дружина (януари 1942 – март 1943)
- 3/25 пехотна нишавска дружина (март 1943 – април 1944)
- Петдесети пехотен нишавски полк (от април 1944)

## Командири
Званията са към датата на заемане на длъжността.
| №  | звание       | име             | дати                                       |
| -- | ------------ | --------------- | ------------------------------------------ |
| 1. | Полковник    | Андрей Симеонов | Балканска война                            |
| 2. | Подполковник | Христо Брусев   | Първа световна война (към 1 октомври 1915) |
| 3. | Подполковник | Димитър Начев   | Първа световна война                       |
| 4. | Подполковник | Славчо Даскалов | 1 септември 1944 – 31 януари 1945          |
| 5. | Подполковник | Филип Тотоманов | Втора световна война                       |